# Реституційна монета
Реституційна монета (від лат. restituere — «відновлювати») — монета, зображення на якій точно або приблизно повторюють зображення на ранніх монетах і містить вказівки на цей факт.
Реституційні монети неодноразово карбувалися при давньоримських імператорах, у тому числі при Тіті Флавії Веспасіані (79—81), Тіті Флавії Доміціані (81—96), Марці Ульпії Нерве Траяні (98—117). Як приклад можна навести денарій імператора Траяна (праворуч), що повторює денарій монетарія Публія Корнелія Лентула Марцелліна, датований серединою I століття до н. е., але з новою круговою легендою та написом «REST»(ituit).